# Grupo 13 de Astronautas da NASA

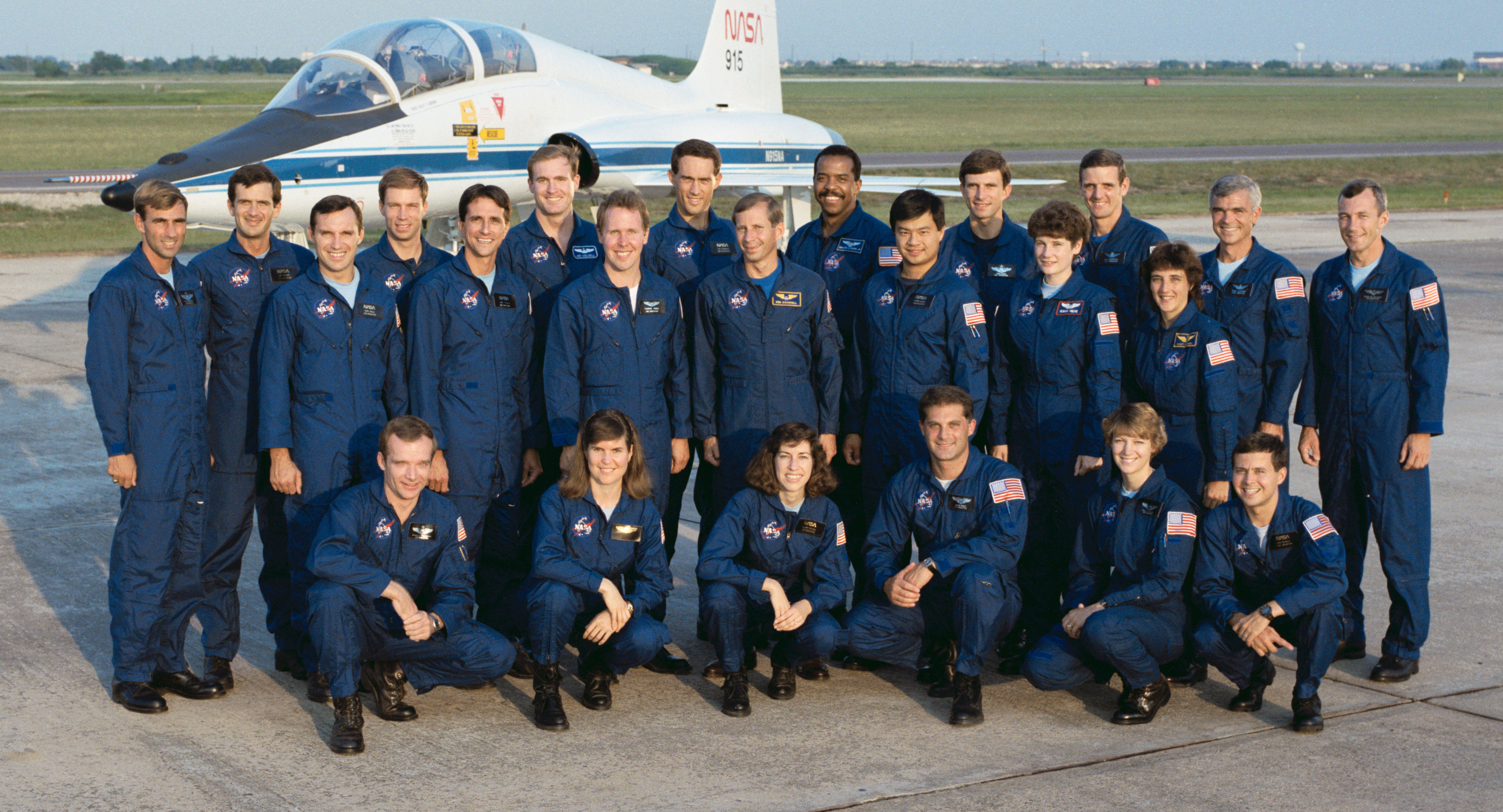
Os astronautas em setembro de 1990. Em pé: Gregory, Wisoff, Walz, Searfoss, Thomas, Halsell, Jones, Newman, Cockrell, Harris, Chiao, Sega, Helms, McArthur, Currie, Clifford e Wilcutt. Ajoelhados: Precourt, Voss, Ochoa, Wolf, Collins e Bursch.

O Grupo 13 de Astronautas da NASA, também chamado de Os Bola de Pêlo, foi um grupo de astronautas selecionado pela Administração Nacional da Aeronáutica e Espaço (NASA) para integrarem o programa espacial dos Estados Unidos. Foi o décimo terceiro grupo de astronautas da NASA e foram anunciados publicamente no dia 17 de janeiro de 1990. Os vinte e três astronautas eram: Daniel Bursch, Leroy Chiao, Michael Clifford, Kenneth Cockrell, Eileen Collins, Nancy Currie, William Gregory, James Halsell, Bernard Harris, Susan Helms, Thomas Jones, William McArthur, James Newman, Charles Precourt, Ellen Ochoa, Richard Searfoss, Ronald Sega, Donald Thomas, Janice Voss, Carl Walz, Terrence Wilcutt, Peter Wisoff e David Wolf.

## Astronautas

### Pilotos
| Imagem | Nome                 | Nascimento             | Falecimento            | Carreira                            | ref   |
| ------ | -------------------- | ---------------------- | ---------------------- | ----------------------------------- | ----- |
|        | Kenneth D. Cockrell  | 9 de abril de 1950     |                        | STS-56 STS-69 STS-80 STS-98 STS-111 | [ 1 ] |
|        | Eileen M. Collins    | 19 de novembro de 1956 |                        | STS-63 STS-84 STS-93 STS-114        | [ 2 ] |
|        | William G. Gregory   | 14 de maio de 1957     |                        | STS-67                              | [ 3 ] |
|        | James D. Halsell Jr. | 29 de setembro de 1956 |                        | STS-65 STS-74 STS-83 STS-94 STS-101 | [ 4 ] |
|        | Charles J. Precourt  | 29 de junho de 1955    |                        | STS-55 STS-71 STS-84 STS-91         | [ 5 ] |
|        | Richard A. Searfoss  | 5 de junho de 1956     | 29 de setembro de 2018 | STS-58 STS-76 STS-90                | [ 6 ] |
|        | Terrence W. Wilcutt  | 31 de outubro de 1949  |                        | STS-68 STS-79 STS-89 STS-106        | [ 7 ] |

### Especialistas
| Imagem | Nome                    | Nascimento              | Falecimento            | Carreira                                                 | ref    |
| ------ | ----------------------- | ----------------------- | ---------------------- | -------------------------------------------------------- | ------ |
|        | Daniel W. Bursch        | 25 de julho de 1957     |                        | STS-51 STS-68 STS-77 STS-108 Expedição 4 STS-111         | [ 8 ]  |
|        | Leroy Chiao             | 28 de agosto de 1960    |                        | STS-65 STS-72 STS-92 Soyuz TMA-5 Expedição 10            | [ 9 ]  |
|        | Michael R. U. Clifford  | 13 de outubro de 1953   | 28 de dezembro de 2021 | STS-53 STS-59 STS-76                                     | [ 10 ] |
|        | Nancy J. Currie         | 29 de dezembro de 1958  |                        | STS-57 STS-70 STS-88 STS-109                             | [ 11 ] |
|        | Bernard A. Harris Jr.   | 26 de junho de 1956     |                        | STS-55 STS-63                                            | [ 12 ] |
|        | Susan J. Helms          | 26 de fevereiro de 1958 |                        | STS-54 STS-64 STS-78 STS-101 STS-102 Expedição 2 STS-105 | [ 13 ] |
|        | Thomas D. Jones         | 22 de janeiro de 1955   |                        | STS-59 STS-68 STS-80 STS-98                              | [ 14 ] |
|        | William S. McArthur Jr. | 26 de julho de 1951     |                        | STS-58 STS-74 STS-92 Soyuz TMA-7 Expedição 12            | [ 15 ] |
|        | James H. Newman         | 16 de outubro de 1956   |                        | STS-51 STS-69 STS-88 STS-109                             | [ 16 ] |
|        | Ellen Ochoa             | 10 de maio de 1958      |                        | STS-56 STS-66 STS-96 STS-110                             | [ 17 ] |
|        | Ronald M. Sega          | 4 de dezembro de 1952   |                        | STS-60 STS-76                                            | [ 18 ] |
|        | Donald A. Thomas        | 6 de maio de 1955       |                        | STS-65 STS-70 STS-83 STS-94                              | [ 19 ] |
|        | Janice E. Voss          | 8 de outubro de 1956    | 6 de fevereiro de 2012 | STS-57 STS-63 STS-83 STS-94 STS-99                       | [ 20 ] |
|        | Carl E. Walz            | 6 de setembro de 1955   |                        | STS-51 STS-65 STS-79 STS-108 Expedição 4 STS-111         | [ 21 ] |
|        | Peter J. K. Wisoff      | 16 de agosto de 1958    |                        | STS-57 STS-68 STS-81 STS-92                              | [ 22 ] |
|        | David A. Wolf           | 23 de agosto de 1956    |                        | STS-58 STS-86 Mir EO-24 STS-89 STS-112 STS-127           | [ 23 ] |